# فيليب كالدويل
فيليب كالدويل (بالإنجليزية: Philip Caldwell)‏ هو مهندس أمريكي، ولد في 27 يناير 1920 في Bourneville, Ohio ‏ في الولايات المتحدة، وتوفي في 10 يوليو 2013 بسبب سكتة.

## روابط خارجية
- فيليب كالدويل على موقع مونزينجر (الألمانية)